# Yau Tong (tunnelbanestation)
Yau Tong är en tunnelbanestation i Yau Tong, Kwun Tong-distrikten i Hongkong.

## Linjer
Kwun Tong-linjen
Tseung Kwan O-linjen

## Stationsstruktur
| U4 | Entréhall, affärer, busstation, utgångar                                                                                       |
| U2 | Spår Kwun Tong-linjen till Yau Ma Tei Mittperrong (Dörrer öppnar på vänstern) Spår Tseung Kwan O-linjen till Po Lam/LOHAS Park |
| U1 | Spår Kwun Tong-linjen till Tiu Keng Leng Mittperrong (Dörrer öppnar på högern) Spår Tseung Kwan O-linjen till North Point      |

## Föregående och efterföljande stationer
```
Kwun Tong-linjen: 
Lam Tin
 → 
Yau Tong
 → 
Tiu Keng Leng
```

```
Tseung Kwan O-linjen: 
Quarry Bay
 → 
Yau Tong
 → 
Tiu Keng Leng
```

## Utgångar
| Kod | Destination       |
| --- | ----------------- |
| A1  | Yau Tong Estate   |
| A2  | Ko Fai Road       |
| B1  | Yau Lai Estate    |
| B2  | Cha Kwo Ling Road |

## Anslutande lokaltrafik
| Yau Tongs bussterminal                   |
| ---------------------------------------- |
| 14, 14D, 14X, N26, 62X, 259D, E22P, E22X |